# Liu Hui
Liu Hui (chinesisch 劉徽; * um 220; † um 280) war ein chinesischer Mathematiker. Er lebte im Wei-Reich.
Liu Hui ist bekannt für seine Kommentare zu den Jiu Zhang Suanshu, den „Neun Kapiteln der Rechenkunst“. Dies ist eine Sammlung zur Lösung mathematischer Probleme aus dem Alltagsbereich. Liu Hui veröffentlichte das Jiu Zhang Suanshu im Jahre 263 mit eigenen Kommentaren, das ist gleichzeitig die älteste erhaltene Ausgabe.
Zu seinen herausragenden Arbeiten gehören
- Die annähernde Berechnung von Pi durch Einschreibung regelmäßiger Polygone in den Kreis. Er schlug 3,14 als gute Näherung vor.
- Die Lösung linearer Gleichungssysteme mit Hilfe eines Verfahrens, das später als Gaußsches Eliminationsverfahren bekannt wurde.
- Die Berechnung der Volumina von Prisma, Pyramide, Tetraeder, Zylinder, Kegel und Kegelstumpf.

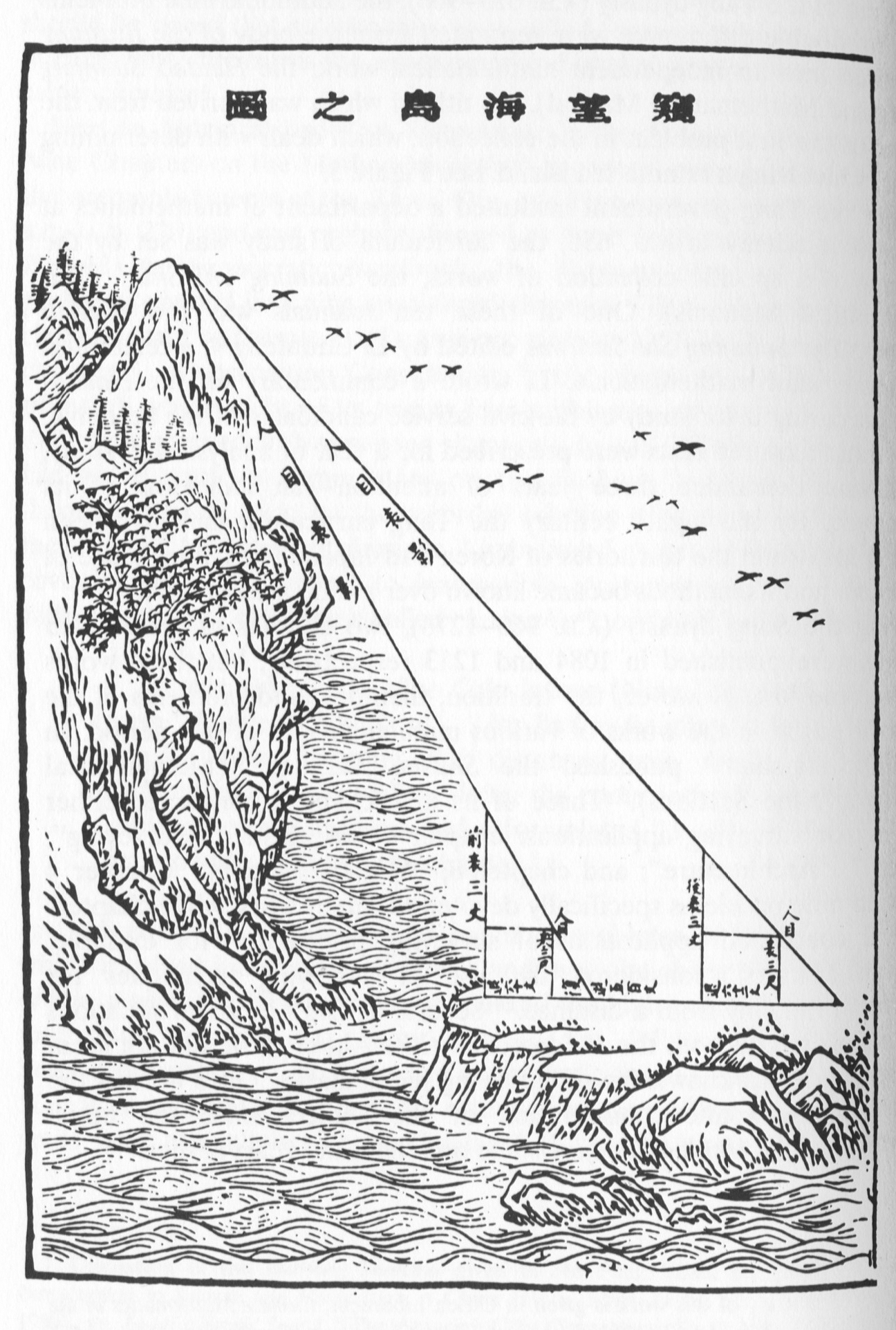
Diagramm aus Haidao suanjing

Außerdem verfasste er das Haidao suanjing („Mathematisches Handbuch der Seeinsel“), eines der zehn Klassiker (Suanjing shi shu) der mittelalterlichen chinesischen Mathematik. Es wurde 263 geschrieben und enthält Methoden für die Landvermessung, die in den folgenden tausend Jahren in Ostasien nach diesem Buch verwendet wurden.